# 相原康彦
相原 康彦（あいはら やすひこ、1933年（昭和8年）8月4日 - 2020年（令和2年）11月10日）は、日本の工学者。位階は従四位。
工学博士（東京大学）。東京大学名誉教授、航空工学の権威として知られる。

## 略歴
- 1933年（昭和8年） - 生まれる。
- 1951年（昭和26年） - 東京大学工学部航空学科卒業
- 1963年（昭和38年）6月24日 - 工学博士（東京大学）取得
- 1986年（昭和61年） - 第18代日本航空宇宙学会会長に就任。2001年まで務める。
- 1998年（平成10年） - 航空事故調査委員会委員長に就任
- 2001年（平成13年）2月27日 - 電子航法研究所の監事に就任
- 2002年（平成14年）12月13日 - 文部科学省航空科学技術委員会委員主査に就任
  - 7月14日 - 航空宇宙技術研究所が行った実験失敗の原因調査委員会委員長に就任
- 2020年（令和2年）11月10日 - 上部消化管出血のため死去[2]。87歳没。死没日をもって従四位叙位、瑞宝重光章追贈[3]。

## 著作物

### 著書
- 1984年（昭和59年） - 『工学基礎講座16 : 「流れの力学：基礎と応用」』 培風館 ISBN 4-563-03261-1

### 共著
- 1991年（平成3年） - 『応用空気力学：次世代航空機をめざして』 森下悦生 東京大学出版会 ISBN 4-13-062800-3

### 博士論文
- 1963年（昭和38年）6月24日 - 『凹面に沿う非圧縮性境界層の遷移』 東京大学

### 報告書
航空宇宙技術研究所報告
- 1964年（昭和39年）～1965年（昭和40年） - 『TR-73 軸対称澱み点付近の溶融層の安定性』
- 1966年（昭和41年）～1967年（昭和42年） - 『TM-98 40kWプラズマ発生装置の諸特性』
- 1967年（昭和42年）～1968年（昭和43年） - 『TR-149 よどみ点におけるグラファイトのアブレーションの実験的研究』
  - 『TR-151 空気力学的加熱の少ない極超音速飛しよう体』

文部省科学研究費補助金研究成果報告書
- 1981年（昭和56年） - 『STOL性等、我国で開発すべき低速航空機の性能向上のための空気力学的研究』東京大学
- 1983年（昭和58年）～1984年（昭和59年） - 『航空機の空力設計のためのCADの研究』東京大学
- 1988年（昭和63年）～1990年（平成2年） - 『極超高速長距離輸送機(HST)の空気力学的研究』東京大学

## 親族
- 義父：小池正弘 - 男爵
- 義母：小池真砂子 - 中島鎌太郎 長女
- 妻：相原成子 - 小池正弘 長女
- 義妹：小池晶子 - 滝川和秀（滝川株式会社 社長）夫人
- 義弟：小池正毅 - 旧男爵小池家4代当主